# Отглеждане на плододаващи лозя
За разлика от повечето други растения, при отглеждането на лозата едно мероприятие е абсолютно задължително – резитбата. Лозата като лиановидно растение има способността да създава тънки и дълги леторасли, които ако не са увити около някоя подпорна конструкция или около съседни дървета и храсти, полягат на земята. Оставена сама без човешка намеса лозата създава гъста мрежа от пръчки които се оплитат една в друга. Всяка следваща година, младите леторасли покарват най-буйно от връхните пъпки на съответната пръчка и по този начин се отдалечават все повече от основата на растението. Плодовете на лозата са разположени на леторасли, покарали от пъпки, разположени върху миналогодишни пръчки. Това значи, че всяка година плодните звена се отдалечават все повече и повече от основата на растението. За да се избегнат тези нежелани последици, човекът посредством резитби и подпорни конструкции е създал следните няколко вида формировки на лозата: чашковидна, Гюйо, Мозер, Омбрела, асмовидна и др.

## Поддържане на възприетата формировка
Поддръжката на възприетата формировка се състои в ежегодното премахване на излишните зрели леторасти или на части от тях, както и на повредените многогодишни части на лозата; оставяне на необходимия брой плодни звена за съответното натоварване с плодни очи, съобразно биологията на сорта, растежната сила и здравното състояние на лозите с оглед получаване на оптимален по количество и качество добив грозде.
Ако добивът по количество и качество е задоволителен и растежната сила на лозите е нормална, натоварването на лозите се запазва същото, както през предшестващата година; в случай, че лозите имат буен растеж натоварването се увеличава с повече плодни очи.
При удължаване, издигане и повреда на рамо или кордон, се извършва скъсяване, снижаване и подмяна чрез подходящо развит и разположен летораст, вкл. и от стара дървесина. По принцип формирането на нови рамена и кордони става бавно на етапи, защото по-късите кордони по-добре се гарнират и по-лесно се поддържат.

### Поддържане на чашовидна формировка
Зрелият летораст, развит от горното око на чепа, се отрязва с част от стария чеп, а долният се реже на нов чеп с две очи. Раните се правят само от вътрешната страна на рамената. За ориентир горното око на новия чеп трябва да бъде обърнато към центъра на лозата. Чашата се поддържа „отворена“, като се изрязват до основа развитите леторасти във вътрешността на короната. За увеличаване на натоварването на лозата с плодни очи може да се оставят отделни чепове на три очи или да се остави стрелка.

### Поддържане на формировка подобрен и стъблен Гюйо
Плодната пръчка трябва да произлиза от миналогодишен чеп, а ако липсва такава – от най-ниско израсналия зрял летораст от старата плодна пръчка или от ъглова пъпка, а в краен случай – от лакомец. За чепове се оставят зрели леторасти, развитити от долните очи на миналогодишните чепове или от лакомци. Желателно е мястото на плодната пръчка да се сменя – последователно от едната и от другата страна на лозата (ако е единичен Гюйо).

### Поддържане на средностъблена формировка, видоизменен Мозер и Омбрела
Принципите за поддържането им са същите, както при формировката подобрен и стъблен Гюйо, които важат за всяка смесена резитба с чепове и плодни пръчки.
Специални резитби
Резитби на зелено
Привързване на лозите
Обработка на почвата в лозята
Торене на лозята
Напояване на лозата